# Shelter Island (Nowy Jork)
Shelter Island – miasto w Stanach Zjednoczonych, w stanie Nowy Jork, w hrabstwie Suffolk.